# Darkest Hours
Darkest Hours è un singolo della band power metal Stratovarius, pubblicato il 24 novembre 2010 da Edel Music (Finlandia) e il 26 novembre 2010 da Victor Entertainment (Giappone e resto del mondo). Contiene due tracce dal loro tredicesimo album in studio Elysium, insieme ad una versione demo della traccia che da' titolo al singolo e delle performance live di due brani classici tratti dal tour del loro album precedente, Polaris (2009).

## Tracce
1. Darkest Hours – 4:12
2. Infernal Maze – 5:34
3. Darkest Hours (demo version) – 4:35
4. Against the Wind – 4:02
5. Black Diamond – 7:30

## Membri
- Timo Kotipelto - voci
- Matias Kupiainen - chitarre
- Lauri Porra - basso
- Jens Johansson - tastiere
- Jörg Michael - batteria